# ReFS

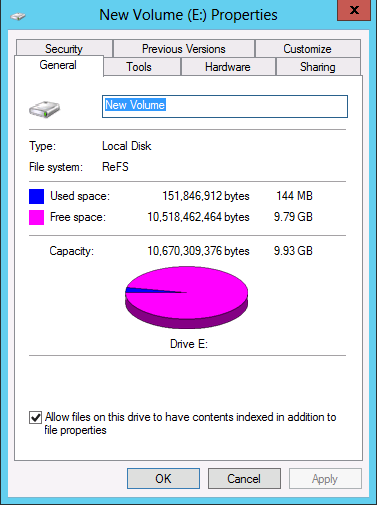
nuevo sistema de archivos en Windows Server 2012 inicialmente previsto para servidores de archivos que mejora en NTFS

ReFS (Resilient File System,  originalmente con nombre en código «Protogon») es un nuevo sistema de archivos en Windows Server 2012 inicialmente previsto para servidores de archivos que mejora en NTFS. El sistema presenta limitaciones frente a su predecesor, como se detalla más adelante, pero también novedades en varios campos.

#### Principales novedades
Mejora de la fiabilidad de las estructuras en discoReFS utiliza árboles B+ para todas las estructuras en disco incluyendo metadatos y los datos de los archivos. El tamaño de archivo, el tamaño total de volumen, el número de archivos en un directorio y el número de directorios en un volumen están limitados a números de 64 bits, lo que se traduce en un tamaño máximo de archivo de 16 exbibytes, un tamaño máximo de volumen de 1 yobibyte (con clústeres de 64 KiB), que permite gran escalabilidad prácticamente sin límites en el tamaño de archivos y directorios (las restricciones de hardware siguen aplicando). Los metadatos y los archivos son organizados en tablas, de manera similar a una base de datos relacional. El espacio libre se cuenta mediante un asignador jerárquico que comprende tres tablas separadas para trozos grandes, medianos y pequeños. Los nombres de archivo y las rutas de acceso de archivo están limitados a una cadena de texto Unicode de 32 KiB.
Capacidad de resiliencia incorporadaReFS emplea estrategia de actualización de metadatos de asignación en escritura, que asigna los nuevos bloques para transacción de actualización y utiliza lotes grandes de entrada y salida (IO). Todos los metadatos de ReFS tienen sumas de verificación de 64 bits incorporadas, que son almacenadas de forma independiente. Los datos de los archivos opcionalmente pueden tener una suma de verificación en una «corriente de integridad» separada, en cuyo caso la estrategia de actualización de archivo también implementa asignación en escritura; esto es controlado por un nuevo atributo «integridad» aplicable a archivos y directorios. Si los datos de archivo o los metadatos resultaron dañados, el archivo puede ser eliminado sin tener que desmontar el volumen por mantenimiento, y así restaurarlos desde una copia de seguridad. Con la resiliencia incorporada, los administradores no necesitan ejecutar periódicamente herramientas de comprobación de errores en el sistema de archivos (como CHKDSK) en los volúmenes con sistemas de archivos ReFS.
Compatibilidad con las APIs y tecnologías existentesReFS no requiere de nuevas APIs de sistema y la mayoría de los filtros de sistema de archivos continuarán trabajando con volúmenes ReFS. ReFS soporta muchas características existentes de Windows y NTFS, como el cifrado BitLocker, Listas de Control de Acceso, diario USN, notificaciones de cambio, enlaces simbólicos, puntos de unión, puntos de montaje, puntos de reanálisis, instantáneas de volumen, IDs de archivo y oplock. ReFS se integra adecuadamente con los «espacios de almacenamiento», una capa de virtualización de almacenamiento que permite la realización de espejos de datos (mirroring), así como compartir las agrupaciones de almacenamiento entre máquinas. Las características de resiliencia de ReFS mejora la función de duplicación (mirroring) provista por los espacios de almacenamiento, y puede detectar si las copias espejo de los archivos llegan a corromperse usando un proceso de depuración de datos en segundo plano, que periódicamente lee todas las copias espejos y verifica sus sumas de verificación, luego remplaza las copias dañadas por copias en buen estado de los archivos implicados.

#### Limitaciones de ReFS frente a NTFS
Algunas características de NTFS no son compatibles por ReFS, como los flujos de datos alternativos, identificadores de objetos, nombres cortos «8.3», compresión de archivos, cifrado a nivel de archivos, transacciones de datos de usuario, archivos dispersos, enlaces duros, atributos extendidos y cuotas de disco. Los archivos dispersos no eran soportados en Windows Server 2012 Preview, pero efectivamente son soportados por la versión RTM. ReFS no ofrece por sí mismo deduplicación de datos. Son reemplazados los discos dinámicos con volúmenes espejos o en bandas, con agrupaciones de almacenamiento con bandas o espejos, provistas por espacios de almacenamiento. Sin embargo, en Windows Server 2012 solo es soportada la corrección automatizada de errores en los espacios reflejados, y tampoco es soportado el arranque desde un volumen con formato ReFS.